# Dave Williams (cantante)
David Wayne Williams, detto Dave (White Plains, 29 febbraio 1972 – Manassas, 14 agosto 2002), è stato un cantante statunitense.
Williams è stato il primo cantante del gruppo nu metal Drowning Pool. Era conosciuto per le sue capacità di canto, per il suo carattere molto socievole e per la sua amicizia con Cristian Machado, cantante della band nu metal Ill Niño. Williams muore di arresto cardiaco durante l'Ozzfest proprio quando i Drowning Pool stavano presentando il loro primo album. Il suo corpo viene scoperto il 14 agosto del 2002, riverso nel tourbus a Manassas in Virginia. I membri della band furono convinti dai genitori di Dave a non sciogliere la band. Il microfono usato da Dave fu donato all'amico Cristian Machado.